# Vlasenica
Vlasenica je gradić i općina u istočnom dijelu BiH.

## Zemljopis
Vlasenica je dobila ime po travi vlasulji koja raste u ovom kraju. Karakteristično obilježje ovog kraja su visoke i guste šume, koje s ostalim ljepotama i bogatstvima daju posebnu draž Vlasenici. Svojim geografskim položajem i nadmorskom visinom od 668 metara, Vlasenica spada u red brdsko-planinskih gradića. U sjevernom dijelu općine nalazi se veoma plodno područje u kome uspijevaju mnoge vrste voća, povrća i drugi korisni usjevi. Dok je južni i jugo-istočni dio bogatiji šumom koja je jedno od najvećih blaga ovog kraja. Vlasenica se nalazi na mjestu gdje se put, koji iz doline rijeke Drine vodi prema Sarajevu dijeli u dva kraka pa jedan produžava k jugu prema Han Pijesku, Sokocu i Sarajevu, a drugi nešto zapadnijim smjerom Kladanj – Olovo – Sarajevo.

## Stanovništvo
Prema popisu stanovništva iz 1991. godine, općina Vlasenica imala je 33.942 stanovnika, raspoređenih u 92 naselja.
| Stanovništvo općine Vlasenica |                  |                  |                  |
| godina popisa                 | 1991.            | 1981.            | 1971.            |
| Muslimani                     | 18.727 (55,17 %) | 15.337 (50,28 %) | 12.881 (48,38 %) |
| Srbi                          | 14.359 (42,30 %) | 13.531 (44,36 %) | 13.431 (50,44 %) |
| Hrvati                        | 39 (0,11 %)      | 44 (0,14 %)      | 42 (0,15 %)      |
| Jugoslaveni                   | 340 (1,00 %)     | 889 (2,91 %)     | 17 (0,06 %)      |
| ostali i nepoznato            | 477 (1,40 %)     | 697 (2,28 %)     | 252 (0,94 %)     |
| ukupno                        | 33.942           | 30.498           | 26.623           |

#### Vlasenica (naseljeno mjesto), nacionalni sastav
| Vlasenica          |                |                |                |
| godina popisa      | 1991.          | 1981.          | 1971.          |
| Muslimani          | 4800 (60,69 %) | 3435 (57,25 %) | 2774 (69,76 %) |
| Srbi               | 2743 (34,68 %) | 1793 (29,88 %) | 1124 (28,26 %) |
| Hrvati             | 26 (0,32 %)    | 18 (0,30 %)    | 12 (0,30 %)    |
| Jugoslaveni        | 242 (3,05 %)   | 578 (9,63 %)   | 5 (0,12 %)     |
| ostali i nepoznato | 98 (1,23 %)    | 176 (2,93 %)   | 61 (1,53 %)    |
| ukupno             | 7909           | 6000           | 3976           |

## Naseljena mjesta
Stanje iz 1992., nakon izdvajanja općine Milići:
Bakići, 
Brda, 
Cerska, 
Dragaševac, 
Drum, 
Durakovići, 
Durići, 
Džemat, 
Gobelje, 
Grabovica, 
Gradina, 
Jasen, 
Klještani, 
Kojčevina, 
Kozja Ravan, 
Kulina, 
Kuljančići, 
Majstorovići, 
Mišari, 
Mršići, 
Neđeljišta, 
Odžak, 
Peševina, 
Pijuke, 
Plakalovići, 
Podcrkvina, 
Pustoše, 
Rača, 
Rašića Gaj, 
Rogosija, 
Simići, 
Šadići Donji, 
Šadići Gornji, 
Tikvarići, 
Tugovo, 
Turalići (dio), 
Vlasenica] i 
Vrli Kraj.   
Prema popisu stanovništva iz 1991. godine općina Vlasenica je imala 33.942 stanovnika, dok je sam grad imao 7909.

Stanje iz 1991:
Bačići, Bakići, Bešići, Bijelo Polje, Bišina, Brda, Bukovica Donja, Bukovica Gornja, Buljevići, Cerska, Derventa, Donje Vrsinje, Dragaševac, Drum, Dubačko, Dubnica, Dukići, Durakovići, Durići, Džemat, Đile, Đurđevići, Gerovi, Glušac, Gobelje, Golići, Gornje Vrsinje, Grabovica, Gradina, Gunjaci, Jasen, Jeremići, Klještani, Kojčevina, Kokanovići, Koprivno, Kostrača, Kozja Ravan, Krajčinovići, Kulina, Kuljančići, Lukavica, Lukići, Maćesi, Majstorovići, Milići, Mišari, Mišići, Mršići, Neđeljišta, Nova Kasaba, Nurići, Odžak, Pavkovići, Peševina, Pijuke, Plakalovići, Podbirač, Podcrkvina, Podgora, Pomol, Pustoše, Rača, Rajići, Raševo, Rašića Gaj, Raškovići, Ristijevići, Rogosija, Rovaši, Rupovo Brdo, Sebiočina, Simići, Skugrići, Supač, Šadići Donji, Šadići Gornji, Štedra, Tikvarići, Toljevići, Tugovo, Turalići, Višnjica, Vitići, Vlasenica, Vrli Kraj, Vrtoče, Vukovići, Vukšići, Zabrđe, Zagrađe i Zaklopača

## Povijest
Okolina Vlasenice je po svim poznatim izvorima bila stalno naseljena od prapovijesti pa do današnjih dana, o čemu, pored ostalih, svjedoči i nekropola s humkama na lokalitetu Šosari. Drugi pokazatelji su brojne nekropole (71), stećci (1595 – 1565 reljefno dekoriranih i jedan s natpisom), ostaci naselja, starih gradova, srednjovjekovnih puteva itd. U vrijeme bosanske samostalnosti područje današnje Vlasenice ulazilo je u sastav srednjovjekovne župe Birač o kojoj se prvi pisani tragovi naziru 1244. godine, a i danas se čuvaju u dubrovačkoj biblioteci. Ovaj kraj je u to vrijeme bio uglavnom u posjedu feudalne porodice Pavlovića, Dinjičića, Zlatonosovića i Orlovića koji su u blizini Vlasenice imali svoja utvrđenja i zamkove. 
Polovinom 15. stoljeća, među prvima u Bosni, ovaj prostor prešao je u ruke Osmanlija i tih godina se formira i prvo veće naselje pod nazivom Birač. U vrijeme osmanlijske vladavine, Vlasenica je bila važna raskrsnica. U 17. stoljeću, kao središte kadiluka (sreza) nalazila se u sastavu zvorničke kapetanije, a od 1842. godine bila je uključena u redovan telegrafsko-telefonski i poštanski promet. U Vlasenici se uz pomoć Salih-age Mehanovića renovira džamija, a znameniti imami i alimi su bili hafiz Sejfo ef. Mehanović i hafiz Mustafa ef. Sušić. Uspostavljanjem austrourgarske uprave osnovan je vlasenički srez kao dio Tuzlanske oblasti. Već 1879. rekonstruiran je makadamski put Sarajevo – Sokolac Han Pijesak – Vlasenica – Zvornik. Ekonomska situacija u Vlasenici i njenoj okolici između dva svjetska rata je bila vrlo teška. Harala je glad, tuberkuloza, tifus, dizenterija i razne druge bolesti. Za vrijeme Drugog svjetskog rata (1941. – 1945.) Vlasenica je prelazila iz ruku u ruke raznih zaraćenih strana, što nije moglo ostati bez posljedica izraženih u velikim ljudskim žrtvama i materijalnim razaranjima širokih razmjera. Nažalost i posljednji rat u BiH ostavio je dubok trag na ovaj grad. Velik broj prijeratnih stanovnika je protjeran, poubijan, uništena je ekonomija itd.

## Gospodarstvo
Kod Vlasenice postoje nalazišta boksita.

## Poznate osobe
- Vedad Ibišević, nogometaš[1]
- Ferid Karihman, esejist, publicist, kroničar i pjesnik
- Hasan Demirović, gradonačelnik Sarajeva, gospodarski i kulturni dužnosnik[2]

## Šport
Najznačajnije i najveće športsko društvo u Vlasenici je Planinarsko-ekološko društvo ACER. Ima oko 200 registriranih članova svih kategorija – od učenika nižih razreda osnovne škole do seniora. U prethodnom periodu članovi ACER-a su osvojili najviše planinske vrhove Bosne i Hercegovine, Srbije i Crne Gore, Grčke, Makedonije i Albanije. Najznačajniji rezultat je svakako osvajanje Mont Blanca (4810 m) u srpnju 2006. od strane triju članova društva – Vesne Došić, Dragana Ilića i Nebojše Karajice. To je ujedno do sada i najveći uspjeh vlaseničkoga športa u međunarodnoj konkurenciji. Društvo je markiralo oko 140 kilometara planinarskih staza u okolini Vlasenice. Tako su povezani prirodni i povijesni lokaliteti Veledin, Vrelo, Lovnica, Rudišta, Veliko Igrište, Javorov vrh, Ružina voda, Sikira, Karaula, Jerinin grad, Lukavica itd. 
 
U gradu djeluje nogometni klub FK "Vlasenica".